# Karin Dedler
Karin Dedler (Dietmannsried, 2 febbraio 1963) è un'ex sciatrice alpina tedesca.
Fino alla riunificazione tedesca (1990) gareggiò per la nazionale tedesca occidentale.

## Biografia
Sciatrice specialista delle prove veloci in attività tra la metà degli anni 1980 e i primi anni 1990, Karin Dedler ottenne il primo piazzamento in Coppa del Mondo l'8 dicembre 1984 nel supergigante di Davos (8ª); ai Mondiali di Crans-Montana 1987 si classificò 12ª nella discesa libera e 13ª nella combinata, mentre ai XV Giochi olimpici invernali di Calgary 1988, sua unica partecipazione olimpica, fu 14ª nella combinata.
Ai Mondiali di Vail 1989 vinse la medaglia di bronzo nella discesa libera e si piazzò 11ª nel supergigante e 5ª nello slalom gigante; l'anno dopo, il 13 gennaio a Haus, salì per la prima volta sul podio in Coppa del Mondo (3ª in discesa libera). Ai Mondiali di Saalbach-Hinterglemm 1991, suo congedo iridato, si classificò 13ª nel supergigante e nella stessa stagione ottenne il suo ultimo podio, nonché miglior piazzamento in carriera, in Coppa del Mondo: 2ª nel supergigante della Kandahar di Garmisch-Partenkirchen del 9 febbraio. L'ultimo piazzamento della sua attività agonistica fu il 21º posto ottenuto nel supergigante di Coppa del Mondo disputato a Vail l'8 marzo 1992.

## Palmarès

### Mondiali
- 1 medaglia:
  - 1 bronzo (discesa libera a Vail 1989)

### Coppa del Mondo
- Miglior piazzamento in classifica generale: 11ª nel 1990
- 3 podi (2 in discesa libera, 1 in supergigante):
  - 1 secondo posto
  - 2 terzi posti

### Campionati tedeschi
- 7 medaglie (dati parziali fino alla stagione 1985-1986)[1]:
  - 2 ori (discesa libera, supergigante nel 1991)
  - 4 argenti (supergigante nel 1988; supergigante nel 1989; slalom gigante nel 1990; slalom gigante nel 1991)
  - 1 bronzo (discesa libera nel 1987)